# Карачали
Карачали (грч. Μαυρόβατος, Мавровратос) је насељено место у општини Драма у периферији Источна Македонија и Тракија, Грчка. Према попису из 2021. године био је 641 становник.
Према бугарском географу и историчару, Василу Канчову, у Карачалу је 1900. године живело 80 Словена хришћана и 67 Рома. Током Балканских и Првог светског рата село је настрадало и већи део мештана је избегао, тако је после рата остало седам житеља. Године 1923. на месту старог насеља подигнуто је ново насеље где је насељено 129 грчких избегличких породица, којих је било на попису из 1928. године 479.